# Беляев, Александр Иванович (генерал)
Александр Иванович Беляев (27 марта [9 апреля] 1875—21 октября 1937) — русский военный деятель, Генерального штаба генерал-майор (1917). Герой Первой мировой войны.

## Биография
В службу вступил в 1893 году, в 1897 году после окончания Казанского военного училища произведён в подпоручики и выпущен в 4-й Новогеоргиевский крепостной пехотный полк. в 1900 году произведён в поручики.
В 1904 году после окончания Николаевской военной академии произведён в штабс-капитаны Генерального штаба. В 1904 году участник Русско-японской войны, обер-офицер для особых поручений при штабе 13-го армейского корпуса. С 1905 года старший адъютант штаба 77-й пехотной дивизии и обер-офицер для особых поручений при штабе 16-го армейского корпуса. В 1906 году произведён в капитаны, ротный командир 163-го Ленкоранско-Нашебургского пехотного полка. С 1906 года обер-офицер для особых поручений при штабе Кавказского военного округа и старший адъютант штаба 16-го армейского корпуса. В 1909 году произведён в подполковники. С 1911 года старший адъютант штаба Казанского военного округа. В 1912 году произведён в полковники, штаб-офицер для поручений при командующем войсками Казанского военного округа.
С 1914 года участник Первой мировой войны, старший адъютант отдела генерал-квартирмейстера штаба 4-й армии и и.д. начальника штаба 1-й гренадерской дивизии. С 1915 года командир Екатеринославского 1-го лейб-гренадерского полка. С 1916 года начальник штаба 130-й пехотной дивизии. В 1917 году произведён в генерал-майоры, отчислен от должности за болезнью с назначением в резерв чинов при штабе Киевского военного округа.
Высочайшим приказом от 5 мая 1915 года за храбрость награждён Георгиевским оружием :
Исправляющему должность начальника штаба 1-й гренадерской дивизии, Александру Беляеву за то, что неоднократно объезжал передовые окопы под ружейным и артиллерийским огнём, подвергая свою жизнь явной опасности. Верно оценил обстановку и сделанные, на основании его доклада, перемещения частей, способствовали успешному отражению атак сильнейшего противника 7-го, 8-го и 9-го ноября 1914 года на д. Клекоты
После Октябрьской революции 1917 года вступил в РККА. 17 сентября 1937 года арестован по обвинению в антисоветской пропаганде, расстрелян на Бутовском полигоне. Реабилитирован в 1989 году.

## Награды
- Орден Святого Станислава 3-й степени (ВП 1907)
- Орден Святой Анны 3-й степени с мечами и бантом (ВП 08.02.1909; Мечи — ВП 03.04.1917)
- Орден Святого Станислава 2-й степени (ВП 09.03.1912)
- Орден Святой Анны 2-й степени с мечами (ВП 04.01.1915)
- Орден Святого Владимира 4-й степени с мечами и бантом (ВП 04.01.1915)
- Орден Святого Владимира 3-й степени с мечами (ВП 26.02.1915)
- Георгиевское оружие (ВП 05.05.1915)